# الموتى السائرون (الموسم 7)
الموسم السابع من مسلسل الموتى السائرون، مسلسل رعب ودراما أمريكي عرض على قناة «AMC»، في 23 أكتوبر، 2016. وسيحتوي على ستة عشر حلقة.

## الممثلين والشخصيات

### شخصيات رئيسية
- أندرو لينكولن بدور ريك غرايمز بطل المسلسل، شرطي سابق من مقاطعة كينغ، في ولاية جورجيا
- نوررمان ريديس بدور ديرل ديكسن
- ستيف يون بدور غلين ري، فتى توصيل بيتزا سابق
- لورين كوهان بدور ماغي غرين، ابنة هيرشل الكبرى
- تشاندلر ريغس بدور كارل غرايمز، أبن ريك ولوري
- داناي غوريرا بدور ميشون
- ميليسا مكبرايد بدور كارول بيليتير، صديقة لوري المقربة منذ بدأ الأحداث
- ليني جيمس بدور مورغان جونز
- مايكل كادليتز بدور أبراهام فورد
- سونيكوا مارتن غرين بدور ساشا ويليامز

## الحلقات
طالع أيضاً: قائمة حلقات الموتى السائرون
| التسلسل الإجمالي | تسلسل الموسم | عنوان الحلقة "بالإنجليزية" | إخراج                | كتابة                       | تاريخ العرض    | عدد المشاهدين (بالمليون) |
| ---------------- | ------------ | -------------------------- | -------------------- | --------------------------- | -------------- | ------------------------ |
| 84               | 1            |                            | غريغ نيكوتيرو        | سكوت إم. إغيمبل             | 23 أكتوبر 2016 | 17.03                    |
| 85               | 2            |                            | غريغ نيكوتيرو        | ماثيو نيغريتي               | 30 أكتوبر 2016 | 12.46                    |
| 86               | 3            |                            | ألريك رايلي          | أنجيلا كانغ                 | 6 نوفمبر 2016  | 11.72                    |
| 87               | 4            |                            | ديفيد بويد           | كوري ريد                    | 13 نوفمبر 2016 | 11.40                    |
| 88               | 5            |                            | دارنيل مارتن         | تشانينغ بويل                | 20 نوفمبر 2016 | 11.00                    |
| 89               | 6            |                            | مايكل إي. ساترازيميس | ديفيد ليزلي جونسون          | 27 نوفمبر 2016 | 10.40                    |
| 90               | 7            |                            | روزماري رودريغيز     | أنجيلا كانغ وكوري ريد       | 4 ديسمبر 2016  | 10.48                    |
| 91               | 8            |                            | مايكل إي. ساترازيميس | ماثيو نيغريتي وتشانينغ بويل | 11 ديسمبر 2016 | 10.58                    |
| 92               | 9            |                            | غريغ نيكوتيرو        | أنجيلا كانغ                 | 12 فبراير 2017 | 12.00                    |
| 93               | 10           | «New Best Friends»         | جيفري أف. جانيواري   | غ/م                         | 19 فبراير 2017 | غ/م                      |
| 94               | 11           | «Hostiles and Calamities»  | كاري سكوغلاند        | غ/م                         | 26 فبراير 2017 | غ/م                      |
| 95               | 12           | [ 12 ]                     | غريغ نيكوتيرو        | غ/م                         | 5 مارس 2017    | غ/م                      |
| 96               | 13           | [ 12 ]                     | غ/م                  | غ/م                         | 12 مارس 2017   | غ/م                      |
| 97               | 14           | «غ/م»                      | غ/م                  | غ/م                         | 19 مارس 2017   | غ/م                      |
| 98               | 15           | «غ/م»                      | غ/م                  | غ/م                         | 26 مارس 2017   | غ/م                      |
| 99               | 16           | «غ/م»                      | غريغ نيكوتيرو        | غ/م                         | 2 أبريل 2017   | غ/م                      |

## وصلات خارجية
- الموقع الرسمي
- قائمة حلقات الموتى السائرون (الموسم 7)  على قاعدة بيانات الأفلام على الإنترنت